# Такарликовский сельсовет
Такарликовский сельсовет — муниципальное образование в Дюртюлинском районе Башкортостана.

## История
Согласно «Закону о границах, статусе и административных центрах муниципальных образований в Республике Башкортостан» имеет статус сельского поселения.

## Население
| 2002  | 2009  | 2010  | 2012  | 2013  | 2014  | 2015  |
| ----- | ----- | ----- | ----- | ----- | ----- | ----- |
| 3628  | ↗4123 | ↘4033 | ↗4115 | ↗4221 | ↗4367 | ↗4501 |
| 2016  | 2017  |       |       |       |       |       |
| ↘4465 | ↘4329 |       |       |       |       |       |

## Состав сельского поселения
| №  | Населённый пункт  | Тип населённого пункта       | Население |
| -- | ----------------- | ---------------------------- | --------- |
| 1  | Иванаево          | село, административный центр | →1584     |
| 2  | Старосултанбеково | село                         | ↗576      |
| 3  | Новобиктово       | село                         | ↘553      |
| 4  | Кушулево          | село                         | ↗407      |
| 5  | Гублюкучуково     | село                         | ↗392      |
| 6  | Такарликово       | село                         | ↘255      |
| 7  | Юкаликуль         | деревня                      | ↘100      |
| 8  | Юнтиряк           | деревня                      | ↗90       |
| 9  | Венеция           | деревня                      | ↘76       |
| 10 | Куязбаш           | деревня                      | →0        |